# WXTV-DT
WXTV-DT, canal virtual 41, es una estación de televisión con licencia en Paterson, Nueva Jersey, que sirve a la zona metropolinana de Nueva York. La estación está afiliada con Univision y su propietario es Univision Communications. Junto con WFUT-DT (canal 68) Newark, New Jersey y WFTY-DT (canal 67) Smithtown, New York, comparte estudios y oficinas en el Boulevard Frank W. Burr en Teaneck, Nueva Jersey. El transmisor de WXTV-DT está ubicado en el Empire State Building en Midtown, Manhattan. Actualmente está a cargo del periodista y ejecutivo Roberto Yánez.

## Historia
WXTV se estrenó en el aire el 4 de agosto de 1968, originalmente operando como una estación independiente, transmitiendo programas en inglés y español. La estación originalmente operaba desde los estudios ubicados en 641 Main Street en Paterson, Nueva Jersey, pero sus instalaciones fueron trasladadas a 24 Meadowlands Parkway en Secaucus y por último Teaneck, donde actualmente opera.
En 1970, WXTV se convirtió en una estación enteramente en español afiliada al conglomerado internacional que en 1987 se convirtió en Univisión. 
Los ataques terroristas del 11 de septiembre de 2001 en el World Trade Center no afectaron la señal de WXTV, ya que el transmisor de WXTV estaba en el Empire State Building. WXTV y WCBS-TV (canal 2), que contaban con un transmisor de respaldo de potencia completa en el Empire State Building, fueron las únicas estaciones importantes de la ciudad de Nueva York cuyas señales aéreas no se interrumpieron. Durante un tiempo, mientras que las otras estaciones angloparlantes  restablecían sus bases de transmisión de emergencia, los presentadores de WXTV informaron en ambos idiomas para los espectadores que no tenían acceso a las estaciones angloparlantes locales.

## Equipo de noticieros

### Presentadores destacados en servicio
- Adriana Vargas[5]
- Katiria Soto[6]
- Rafael Bello[7]
- Patricia Fuenmayor[7]